# RuPaul’s Drag Race UK
RuPaul’s Drag Race UK ist der seit 2019 erscheinende britische Ableger der US-amerikanischen Reality-Show RuPaul’s Drag Race von und mit RuPaul, bei dem britische Dragqueens um den Sieg antreten. Neben RuPaul und Michelle Visage aus dem amerikanischen Original sitzen in der britischen Version Alan Carr und Graham Norton in der Jury.
Die erste Staffel der Show wurde vom 3. Oktober bis zum 21. November 2019 im Vereinigten Königreich online auf BBC Three auf dem BBC iPlayer und international auf dem WOW presents Plus-Streamingdienst der Produktionsfirma World of Wonder ausgestrahlt. Erste Gewinnerin von RuPaul’s Drag Race UK ist The Vivienne.
2021 erschienen ab dem 14. Januar die zweite Staffel, die Lawrence Chaney gewann und ab dem 12. September die dritte Staffel mit Gewinnerin Krystal Versace.

## Format

### Jury und Gäste
Wie im Original übernimmt RuPaul auch in der britischen Variante Moderation und Juryvorsitz und wird in der Jury von Michelle Visage ergänzt. Dazu kommen als alternierende Hauptjuroren Alan Carr und Graham Norton, die damit den Part von Ross Matthews und Carson Kressley in der amerikanischen Show übernehmen. Gastjuroren waren jeweils in einer Episode Andrew Garfield, Maisie Williams, Twiggy, Geri Horner, Jade Thirlwall, Cheryl und Michaela Coel. Als weitere Gäste erschienen die ehemaligen Teilnehmerinnen der amerikanischen Show, Raven und Katya.

### Preise
Anders als im amerikanischen Original gibt es keine Geldpreise oder Sachpreise von kommerziellen Partnern für erfolgreiche Teilnehmerinnen. Die Siegerin der Staffel wird in Hollywood in ihrer eigenen von World of Wonder produzierte Webserie auftreten. Gewinnerinnen von Challenges erhalten am Ende einer Episode ein „Ru Peter Badge“, einen Anstecker mit der Union Jack als Motiv, welcher nach dem „Blue Peter Badge“ benannt ist. Dass keine Geldpreise ausgeschüttet werden, liegt daran, dass der Sender BBC auf Sponsorfinanzierung und die Unterstützung von Firmen verzichtet.

## Teilnehmerinnen

### Staffel 1 (2019)

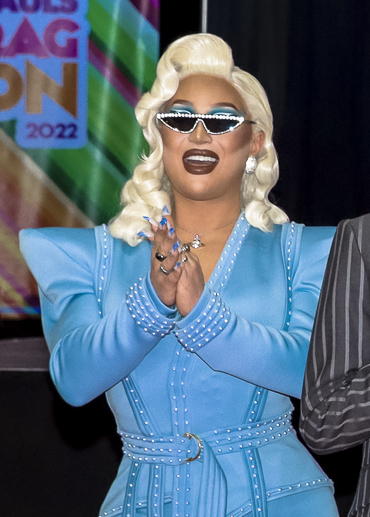
The Vivienne, Siegerin der ersten Staffel.

Die erste Staffel erschien ab dem 3. Oktober 2019.
| Teilnehmerin    | Alter | Heimatort           | Platzierung |
| --------------- | ----- | ------------------- | ----------- |
| The Vivienne    | 26    | Liverpool           | Gewinnerin  |
| Divina de Campo | 35    | West Yorkshire      | 2. Platz    |
| Baga Chipz      | 29    | London              | 3. Platz    |
| Cheryl Hole     | 25    | Essex               | 4. Platz    |
| Blu Hydrangea   | 23    | Belfast, Nordirland | 5. Platz    |
| Crystal         | 34    | London              | 6. Platz    |
| Sum Ting Wong   | 30    | Birmingham          | 7. Platz    |
| Vinegar Strokes | 34    | London              | 8. Platz    |
| Scaredy Kat     | 19    | Wiltshire           | 9. Platz    |
| Gothy Kendoll   | 21    | Leicester           | 10. Platz   |

### Staffel 2 (2021)

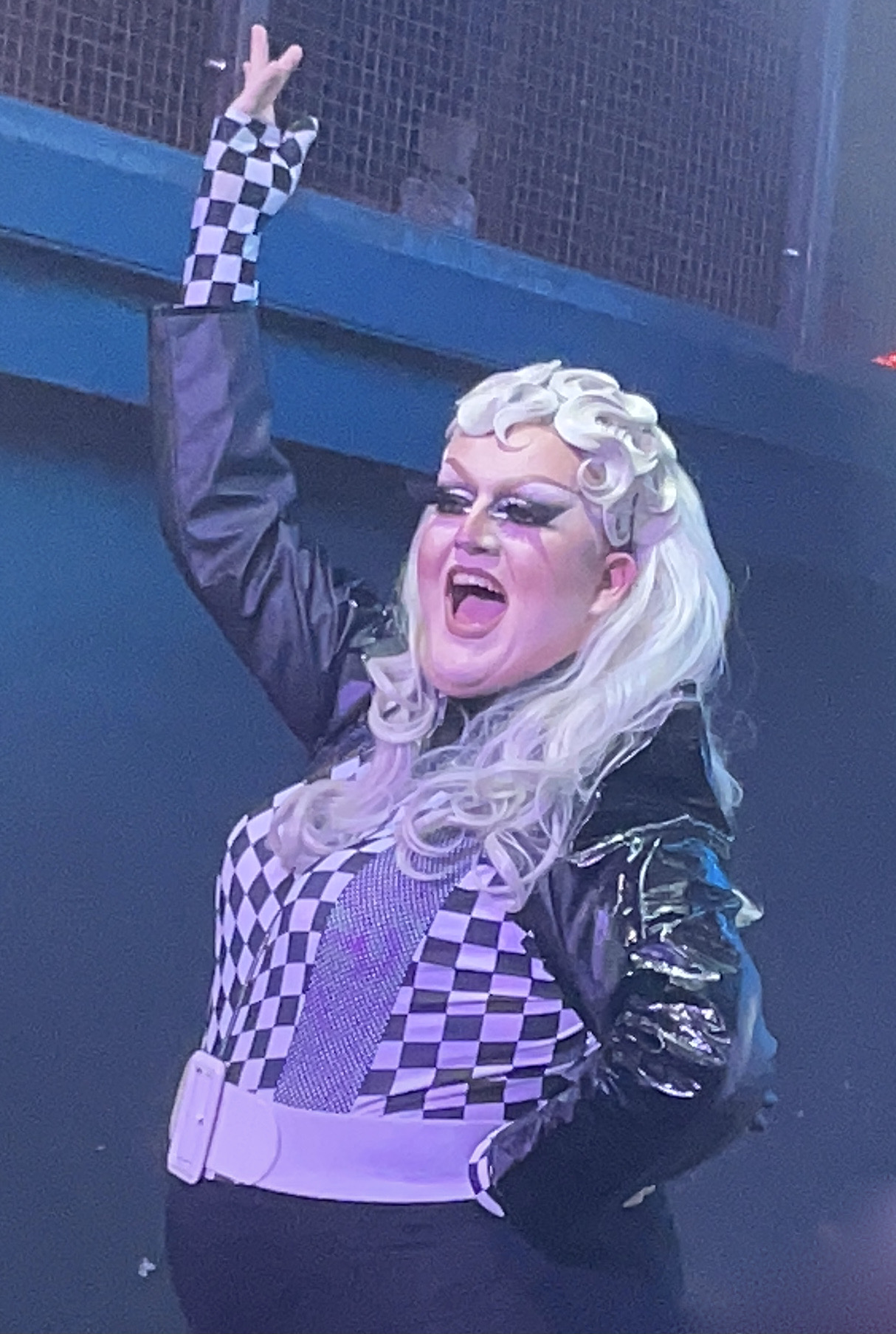
Lawrence Chaney, Gewinnerin der zweiten Staffel.

Die zweite Staffel erschien ab dem 14. Januar 2021.
| Teilnehmerin       | Alter | Heimatort           | Platzierung |
| ------------------ | ----- | ------------------- | ----------- |
| Lawrence Chaney    | 23    | Glasgow, Schottland | Gewinnerin  |
| Bimini Bon Boulash | 26    | Norwich             | 2./3. Platz |
| Tayce              | 26    | Newport, Wales      | 2./3. Platz |
| Ellie Diamond      | 21    | Dundee, Schottland  | 4. Platz    |
| A’Whora            | 23    | Worksop             | 5. Platz    |
| Sister Sister      | 31    | Liverpool           | 6. Platz    |
| Tia Kofi           | 30    | London              | 7. Platz    |
| Joe Black          | 30    | Brighton            | 8. Platz 1  |
| Veronica Green     | 34    | Rochdale            | 9. Platz 2  |
| Ginny Lemon        | 31    | Worcester           | 10. Platz 3 |
| Asttina Mandella   | 27    | London              | 11. Platz   |
| Cherry Valentine   | 26    | Darlington          | 12. Platz   |

### Staffel 3 (2021)

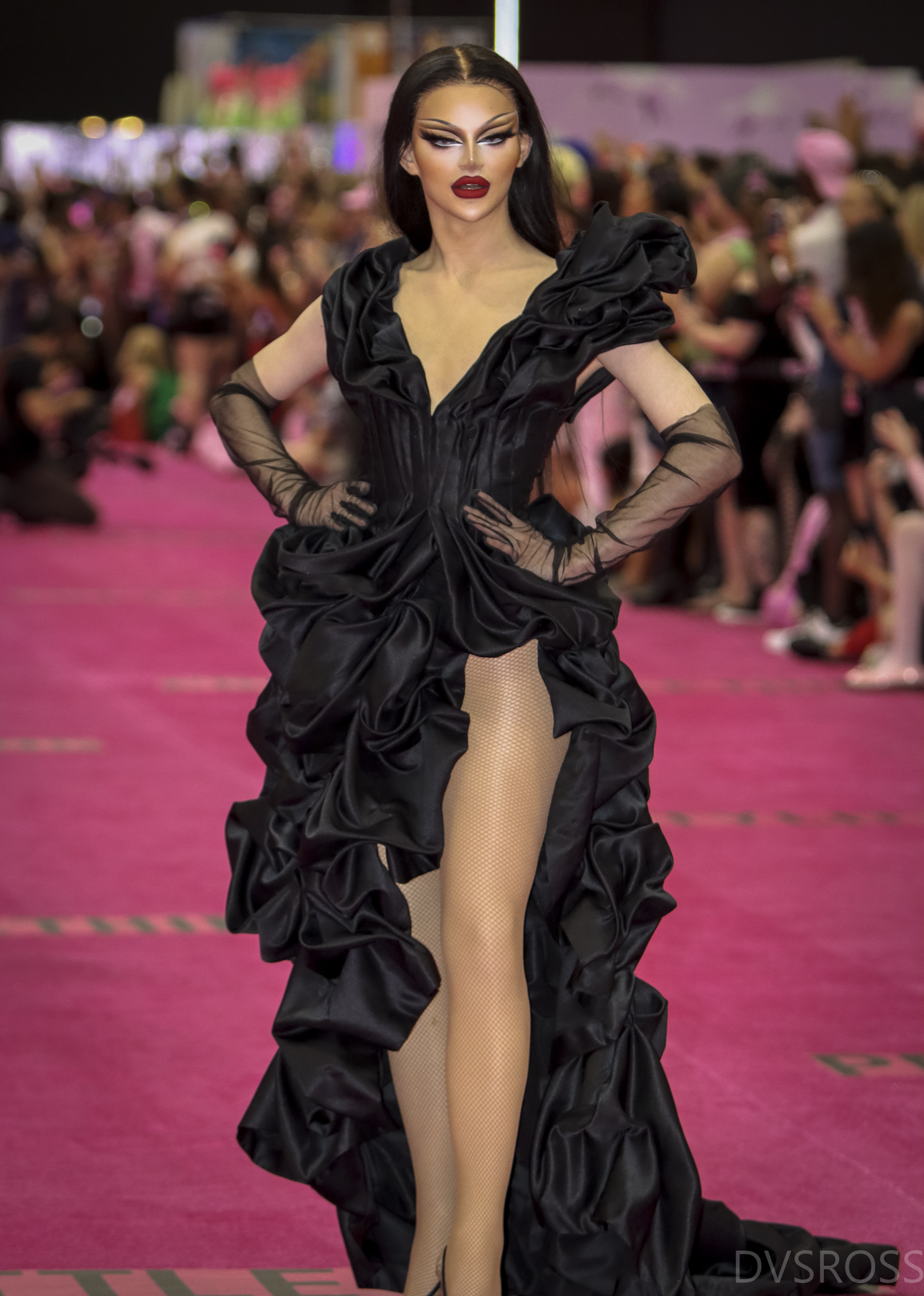
Krystal Versace, Gewinnerin der dritten Staffel.

Die dritte Staffel wurde ab dem 12. September 2021 ausgestrahlt. Veronica Green aus der zweiten Staffel kehrte zurück. Mit Victoria Scone nahm erstmals eine Cisgender-Frau an einem Drag Race-Format teil.
| Teilnehmerin      | Alter | Heimatort           | Platzierung   |
| ----------------- | ----- | ------------------- | ------------- |
| Krystal Versace   | 19    | Kent                | Gewinnerin    |
| Ella Vaday        | 32    | Dagenham            | 2./3. Platz   |
| Kitty Scott-Claus | 29    | Birmingham          | 2./3. Platz   |
| Vanity Milan      | 29    | London              | 4. Platz      |
| Scarlett Harlett  | 26    | London              | 5. Platz      |
| Choriza May       | 30    | Newcastle upon Tyne | 6./7. Platz 4 |
| River Medway      | 22    | Kent                | 6./7. Platz 4 |
| Charity Kase      | 24    | Lancashire          | 8. Platz      |
| Veronica Green    | 35    | Lancashire          | 9. Platz      |
| Victoria Scone    | 29    | Cardiff, Wales      | 10. Platz 5   |
| Elektra Fence     | 29    | Lancashire          | 11. Platz     |
| Anubis            | 19    | Brighton            | 12. Platz     |

### Staffel 4 (2022)
Die vierte Staffel wurde vom 22. September bis zum 24. November 2022 ausgestrahlt.
| Teilnehmerin     | Alter | Heimatort           | Platzierung |
| ---------------- | ----- | ------------------- | ----------- |
| Danny Beard      | 29    | Liverpool           | Gewinnerin  |
| Cheddar Gorgeous | 38    | Manchester          | 2. Platz    |
| Black Peppa      | 29    | Birmingham          | 3./4. Platz |
| Jonbers Blonde   | 33    | Belfast, Nordirland | 3./4. Platz |
| Pixie Polite     | 29    | Brighton            | 5. Platz    |
| Dakota Schiffer  | 22    | Horsham             | 6. Platz    |
| Le Fil           | 36    | Brighouse           | 7. Platz    |
| Baby             | 25    | London              | 8. Platz 6  |
| Sminty Drop      | 23    | Clitheroe           | 9. Platz    |
| Copper Topp      | 38    | Cheltenham          | 10. Platz   |
| Starlet          | 23    | Surrey              | 11. Platz   |
| Just May         | 32    | Essex               | 12. Platz   |

### Staffel 5 (2023)
Die fünfte Staffel wurde vom 28. September bis zum 30. November 2023 ausgestrahlt.
| Teilnehmerin      | Alter | Heimatort             | Platzierung |
| ----------------- | ----- | --------------------- | ----------- |
| Ginger Johnson    | 34    | County Durham         | Gewinnerin  |
| Michael Marouli   | 39    | Newcastle upon Tyne   | 2. Platz    |
| Tomara Thomas     | 25    | Hartlepool            | 3. Platz    |
| DeDeLicious       | 20    | Royal Tunbridge Wells | 4. Platz    |
| Kate Butch        | 26    | Buxton                | 5. Platz    |
| Cara Melle        | 26    | London                | 6. Platz    |
| Vicki Vivacious   | 36    | Redruth               | 7. Platz    |
| Banksie           | 23    | Manchester            | 8. Platz    |
| Miss Naomi Carter | 23    | Doncaster             | 9. Platz    |
| Alexis Saint-Pete | 28    | London                | 10. Platz   |

### Staffel 6 (2024)
Die sechste Staffel wurde vom 26. September bis zum 28. November 2024 ausgestrahlt. Diese Staffel ist die erste in der Franchise, die einen Geldpreis enthält: Die Gewinnerin erhält £25.000.
| Teilnehmerin    | Alter | Heimatort            | Platzierung |
| --------------- | ----- | -------------------- | ----------- |
| Kyran Thrax     | 26    | Chorley              | Gewinnerin  |
| La Voix         | 43    | Stockton-on-Tees     | 2. Platz    |
| Marmalade       | 25    | Cardiff, Wales       | 3./4. Platz |
| Rileasa Slaves  | 32    | London               | 3./4. Platz |
| Lill            | 36    | Manchester           | 5. Platz    |
| Charra Tea      | 23    | Belfast, Nordirland  | 6. Platz    |
| Actavia         | 21    | Bala, Wales          | 7. Platz    |
| Chanel O'Conor  | 25    | Rothesay, Schottland | 8. Platz    |
| Kiki Snatch     | 25    | London               | 9. Platz    |
| Zahirah Zapanta | 28    | Nottingham           | 10. Platz   |
| Dita Garbo      | 48    | Folkestone           | 11. Platz   |
| Saki Yew        | 33    | Manchester           | 12. Platz   |

## Musik
In der fünften Episode der ersten Staffel am 31. Oktober 2019 sollten die verbliebenen Kandidatinnen als Girlgroups den Song Break Up (Bye Bye) mit eigenen Versen ergänzt performen. Beide entstandenen Versionen wurden als Download angeboten. Die Version der siegreichen Gruppe Frock Destroyers, bestehend aus den Kandidatinnen Baga Chipz, Blu Hydrangea und Divina De Campo, erreichte Platz 35 der UK Single Charts. Auf Change.org wurde eine Petition an die BBC Studios gestartet, dass die Frock Destroyers das Vereinigte Königreich beim Eurovision Song Contest 2020 vertreten solle. Diese wurde von über 10.000 Nutzern unterschrieben. Am 6. November verkündeten die drei Kandidatinnen eine gemeinsame, dreitägige Tour im November als die Frock Destroyers, bei der sie neben Einzel-Performances auch mit dem Song Break Up (Bye Bye)  auftraten.
Im Dezember 2020 veröffentlichten die Frock Destroyers die Singles Her Majesty und Big Ben sowie das Album Frock4Life.

## Rezeption
RuPaul's Drag Race UK erreichte zur Mitte der ersten Staffel 6,5 Millionen Aufrufe auf dem BBC iPlayer.
Die Staffel erhielt sehr positive Kritiken: Kathryn Bromwich vom Guardian urteilt, sie habe RuPaul's Drag Race gerettet und vom Rande des Abgrund geholt. Emily Baker von iNews vergibt 5 Sterne und bezeichnet sie als herausragend und großen Erfolg, sieht aber auch Raum zur Verbesserung und kritisiert einen Mangel an Diversität in der Auswahl der Kandidatinnen. Das LGBT-Onlinemagazin PinkNews befindet, sie sei ein absoluter Triumph und die bislang beste Staffel einer Drag Race-Show. Im Einzelnen werden das Snatch Game (eine Challenge, bei der die Kandidatinnen Prominente imitieren müssen), das The Vivienne als Donald Trump und Baga Chipz als Margaret Thatcher gemeinsam gewannen, sowie die Girlgroup Challenge, die die Frock Destroyers hervorgebracht hat, als die besten Umsetzungen der Challenges und die besten Episoden von Drag Race gewertet.

### Nominierungen
Bei den 25. britischen National Television Awards, die am 28. Januar 2020 vergeben wurden, war die Serie für den Bruce Forsyth Entertainment Award sowie RuPaul in der Kategorie TV Judge nominiert.

## Spinoffs

### Webserien
Im Anschluss an das Finale wurde mit einem Teaser bekanntgegeben, dass auf World of Wonder presents Plus im Dezember die Webserie Morning T&T, eine Frühstücksfernsehen-Parodie mit The Vivenne und Baga Chipz als ihre Snatch Game-Rollen Donald Trump und Margaret Thatcher, zu sehen sein wird. Die sechsteilige Webserie The Vivienne Takes Hollywood, die als Siegpreis den Trip der Gewinnerin nach Hollywood dokumentiert, erschien ab dem 3. April 2020.

### UK vs. the World

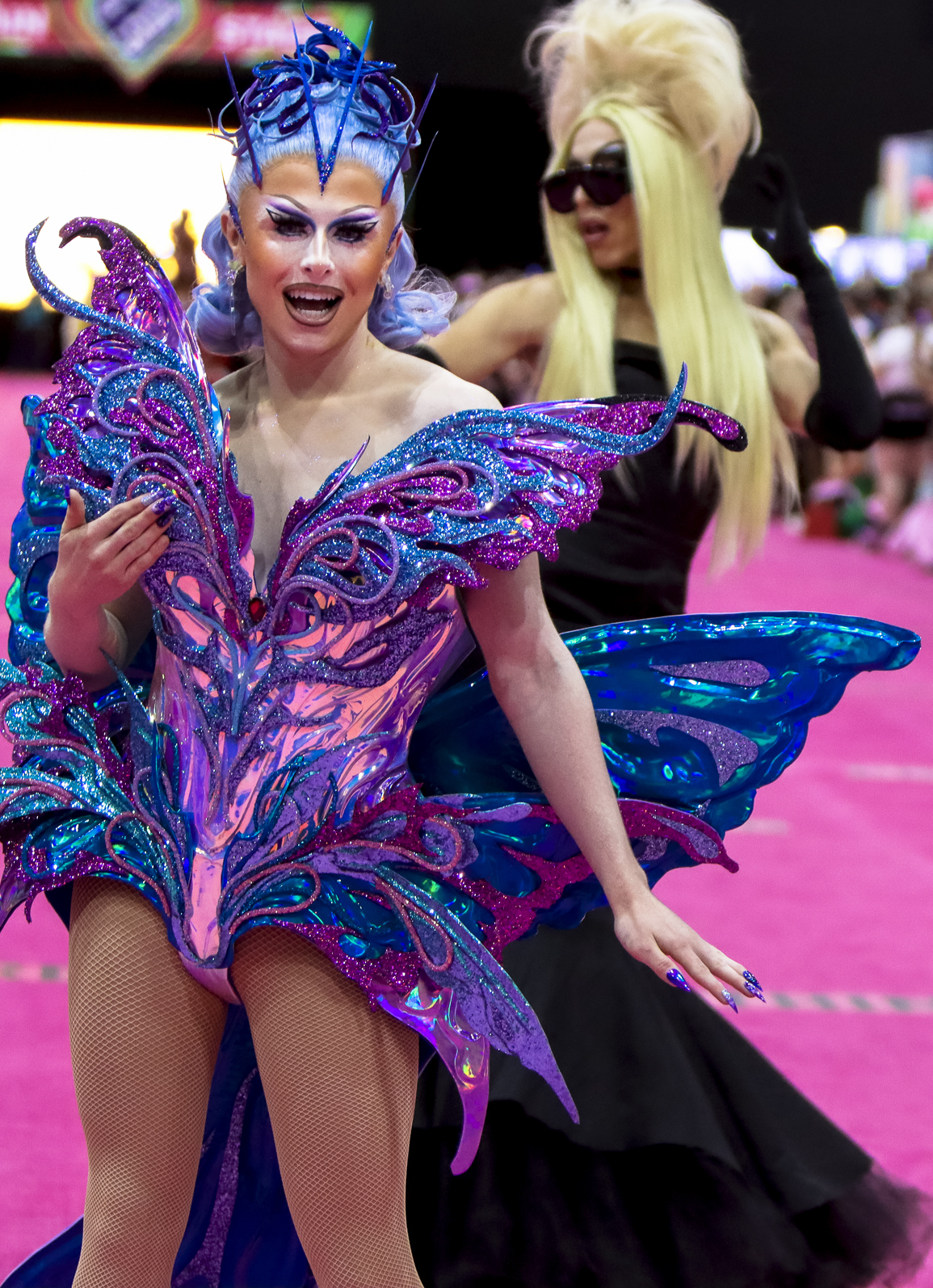
Blu Hydrangea, Gewinnerin der ersten Staffel.

In der Spinoff-Crossover-Staffel RuPaul’s Drag Race UK Versus the World, die in England für BBC gedreht wurde und auf BBC Three seit dem 1. Februar 2022 ausgestrahlt wird, treten ehemalige Kandidatinnen aus dem Vereinigten Königreich und anderen internationalen Drag Race-Shows an.
| Teilnehmerin  | frühere Show                 | Alter | Heimatort                         | Platzierung |
| ------------- | ---------------------------- | ----- | --------------------------------- | ----------- |
| Blu Hydrangea | RuPaul’s Drag Race UK        | 25    | Belfast, Nordirland               | Gewinnerin  |
| Mo Heart      | RuPaul’s Drag Race           | 34    | Kansas City, Vereinigte Staaten   | 2. Platz    |
| Jujubee       | RuPaul’s Drag Race           | 36    | Boston, Vereinigte Staaten        | 3./4. Platz |
| Baga Chipz    | RuPaul’s Drag Race UK        | 31    | London, England                   | 3./4. Platz |
| Janey Jacké   | Drag Race Holland            | 28    | Volendam, Niederlande             | 5. Platz    |
| Pangina Heals | Drag Race Thailand (Jurorin) | 32    | Bangkok, Thailand                 | 6. Platz    |
| Jimbo         | Canada’s Drag Race           | 37    | Victoria, British Columbia        | 7. Platz    |
| Cheryl Hole   | RuPaul’s Drag Race UK        | 27    | Essex, England                    | 8. Platz    |
| Lemon         | Canada’s Drag Race           | 25    | New York City, Vereinigte Staaten | 9. Platz    |